# Blank Space (pjesma Taylor Swift)
"Blank Space" je pjesma američke pjevačice Taylor Swift za njen peti studijski album 1989. (2014.). Napisali su je Swift, Max Martin i Shellback. Pjesma je postala singl 10. studenog 2014., nakon "Shake It Off" te je ujedno i druga pjesma na albumu. Pjesma je elektro-pop pjesma s tekstovima koji satiraju medijsku percepciju Taylor Swift i njezinih ljubavnih odnosa.
U roku od tri tjedna, "Blank Space" dosegao je broj jedan na US Billboard Hot 100 te je srušio vodeći "Shake It Off". Swift je postala prva žena u povijesti Hot 100-a koja je uspjela postići najbolja mjesta te jedina koja je supjela srušiti sama sebe na ljestvicama. Od kritičara je dobila univerzalnu pohvalu. Pjesma je također na vrhu ljestvice u Kanadi, Južnoj Africi i Australiji. Također je bila u prvih deset u brojnim zemljama, kao što su Austrija, Češka, Njemačka, Novi Zeland, Španjolska i Ujedinjeno Kraljevstvo. To je jedan od najprodavanijih singlova svih vremena.
Prateći glazbeni spot pjesme režirao je Joseph Kahn i snimao se tri dana u Dvorcu Oheka u Huntingtonu u New Yorku. Pjesma je dobila svoju prvu televizijsku izvedbu na 2014. American Music Awards.

## O pjesmi
"Blank Space" je elektro-pop pjesma koju mnogi kritičari uspoređuju s pjesmama umjetnice Lorde. Pjesmu je napisala Swift zajedno s Martinom i Shellbackom.
Pjesma je bila nominirana na 58. Grammy Awards za rekord godine, pjesmu godine i najbolju solo izvedbu.

## Glazbeni video
Prateći glazbeni spot režirao je Joseph Kahn, a snimljen je tijekom tri dana u rujnu na dvije različite lokacije na Long Islandu; 12 sati u prvom danu, 18 sati na drugom. Većina scena u spotu prikazuje Swift snimljenu su u Dvorcu Oheka u Huntingtonu u New Yorku, dok su neke unutrašnje scene snimljene u Woolworth Mansionu. Spot je premijerno prikazan 10. studneog 2014. na Swiftinom YouTube kanalu.

## Ljestvice
| Ljestvice                  | Najviša pozicija |
| -------------------------- | ---------------- |
| Australija                 | 1                |
| Austrija                   | 6                |
| Belgija                    | 13               |
| Brazil                     | 59               |
| Češka                      | 4                |
| Finska                     | 1                |
| Francuska                  | 27               |
| Irska                      | 4                |
| Italija                    | 27               |
| Izrael                     | 4                |
| Japan                      | 27               |
| Kanada                     | 1                |
| Mađarska                   | 7                |
| Meksiko                    | 2                |
| Nizozemska                 | 17               |
| Novi Zeland                | 2                |
| Njemačka                   | 9                |
| Portugal                   | 5                |
| Rumunjska                  | 34               |
| Sjedinjene Američke Države | 1                |
| Slovačka                   | 2                |
| Slovenija                  | 9                |
| Španjolska                 | 16               |
| Švicarska                  | 12               |
| Ujedinjeno Kraljevstvo     | 4                |